# От Буга до Вислы
«От Буга до Вислы» — советская дилогия режиссёра Тимофея Левчука 1980 года, снятая по мотивам произведений П. П. Вершигоры и вышедшая на киностудии имени А. Довженко.
Заключительная часть военной киноэпопеи «Дума о Ковпаке».

## Сюжет
Фильм рассказывает о последнем рейде 1-й Украинской партизанской дивизии им. дважды Героя Советского Союза С. А. Ковпака под руководством П. П. Вершигоры по вражеским тылам, её действиях на территории Польши, сотрудничестве с польскими антифашистами (Армия Людова) и интернациональной помощи польскому народу в освобождении от немецко-фашистских оккупантов. Соединившись 3 июля 1944 года с частями Красной Армии в районе Барановичей, дивизия была расформирована.
Состоит из двух серий-частей: «Действовать самостоятельно» и «Смерти наперекор».

## В ролях
- Михай Волонтир — Пётр Вершигора (озвучил Павел Морозенко)

| - Николай Гринько — Демьян Коротченко - Анатолий Пазенко — Николай Ватутин - Лесь Сердюк — Николай Москаленко - Евгений Паперный — Войтенко - Леонид Яновский — Юров - Александр Денисов — Землянко - Юрий Каморный — Дубинин - Михаил Горносталь — Береговой - Яков Козлов — доктор Зима - Станислав Микульский — Борц | - Богдан Ступка — «Фокусник», немецкий агент - Иван Гаврилюк — Ленкин - Андрей Ростоцкий — Платов - Зураб Капианидзе — Давид Бакрадзе - Улдис Пуцитис — Роберт Крейн - Улдис Лиелдиджс — Мозер - Петерис Гаудиньш — Валдис - Александр Мовчан — Сердюк - Юрис Стренга — Фельдман - Андрей Подубинский — Сас - Михаил Игнатов — пленный немец (нет в титрах) |

## Съёмочная группа
| - Авторы сценария: Игорь Болгарин, Виктор Смирнов - Режиссёр-постановщик: Тимофей Левчук - Режиссёры: Ю. Жариков, Г. Тарнопольский, Суламифь Цыбульник - Оператор-постановщик: Эдуард Плучик - Художник-постановщик: Владимир Агранов - Художник-фотограф: Г. Скачко - Художник-пиротехник: Н. Супрун | - Светотехник: Г. Сидоренко - Монтажёр: Л. Улицкая - Редактор: В. Черный - Композитор: Игорь Шамо - Звукооператор: Юрий Рыков - Автор песни: Дмитрий Луценко - Консультанты: Василий Войцехович, Григорий (Юрий) Збанацкий - Директор картины: Григорий Чужий |

- Государственный заслуженный симфонический оркестр УССР под управлением дирижёра Фёдора Глущенко.

## Мнение о фильме
Огромная историко-политическая тема раскрыта в фильме <…> с большим художественным тактом. Каждый, кто хоть немного знаком с историей, ощутит глубокое волнение, когда увидит, как партизанская дивизия вступает на польскую землю с великой, священной миссией освобождения. Это происходило в то самое время, когда враги нашей Родины и враги Польши замышляли после окончания войны восстановить на границе так называемый «санитарный кордон», которым в довоенное время был окружён Советский Союз.
С глубоким уважением к польскому народу действуют партизаны в новой для себя обстановке. Это убедительно показано в ряде сцен, таких, например, как семинар, организованный политработниками, или эпизоды знакомства ковпаковцев с местным населением, Мы становимся свидетелями событий, символизирующих рождение в муках и в борьбе новой Польши. Параллельно идут сцены в штабах оккупационных гитлеровских войск, где один за другим возникают коварные замыслы препятствовать позитивным переменам на земле Польши. Фашисты засылают специально подготовленных диверсантов, шпионов в ряды советско-польских частей, стремятся сорвать снабжение нашей дивизии боеприпасами и продовольствием, бросают на борьбу с нашими отрядами крупные подразделения.
Авторы фильма показывают галерею портретов самоотверженных воинов — советских людей и поляков, породнившихся в боях с общим врагом.
<…> Михай Волонтир в роли Вершигоры … сумел очень точно воспроизвести характер героя…. На экране никогда не теряющий самообладания, наделённый недюжинной отвагой и оптимизмом человек.— «Советский экран» № 9, 1981 год